# Agnes Fink
Agnes Fink (* 14. Dezember 1919 in Frankfurt am Main; † 28. Oktober 1994 in München) war eine deutsch-schweizerische Schauspielerin.

## Leben
Agnes Fink begann 1938 eine Schauspielausbildung am Hoch’schen Konservatorium in Frankfurt. Der Abschluss an diesem Konservatorium wurde ihr mit der Begründung mangelnder Begabung verwehrt. Dennoch gab sie noch im selben Jahr in Heidelberg ihr Theaterdebüt. Es folgte ein vierjähriges Engagement in Leipzig. 1944 wurde sie Ensemblemitglied beim Bayerischen Staatsschauspiel in München. Am 24. Februar 1945 heiratete sie den Schweizer Schauspieler und Regisseur Bernhard Wicki, mit dem sie ab 1945 gemeinsam in Zürich auf der Bühne stand. Weitere Bühnenstationen waren Stuttgart, Hamburg, Berlin sowie die Ruhrfestspiele in Recklinghausen.
1954 gab Agnes Fink mit einer kleinen Rolle neben Curd Jürgens in der Produktion Gefangene der Liebe ihr Spielfilmdebüt. Zwei Jahre später erhielt sie in der Sartre-Verfilmung Die schmutzigen Hände ihre erste Fernsehrolle. In ihren raren Filmauftritten verkörperte Agnes Fink Charakterrollen mit großer Tiefe. Sie spielte neben Giulietta Masina in den Filmen Jons und Erdme (1959) und Das kunstseidene Mädchen (1960), unter der Regie von Hans W. Geißendörfer in Sternsteinhof (1976) und unter der Regie von Margarethe von Trotta in den Filmen Schwestern oder Die Balance des Glücks (1979) und Heller Wahn (1983). Daneben zeigte sie darstellerische Bandbreite auch in Gastauftritten in Fernsehserien wie Der Kommissar, Derrick, Der Alte und der Tatort-Reihe. Als kauzige Schwiegermutter Robert Atzorns in der ZDF-Familienserie Glücklich geschieden... konnte sie sich auch von ihrer komödiantischen Seite zeigen. Für ihre künstlerischen Leistungen wurde Agnes Fink mehrfach ausgezeichnet, unter anderem mit dem Bundesverdienstkreuz. Ihre letzte Rolle spielte sie 1990 in dem zweiteiligen Fernsehfilm Marleneken unter der Regie von Karin Brandauer.
Daneben lieh Agnes Fink als Synchronsprecherin ihre markante Stimme prominenten Kolleginnen wie Katharine Hepburn (Plötzlich im letzten Sommer), Ellen Burstyn (Der Exorzist) und Joan Fontaine (in Alfred Hitchcocks Rebecca).

## Bernhard Wicki

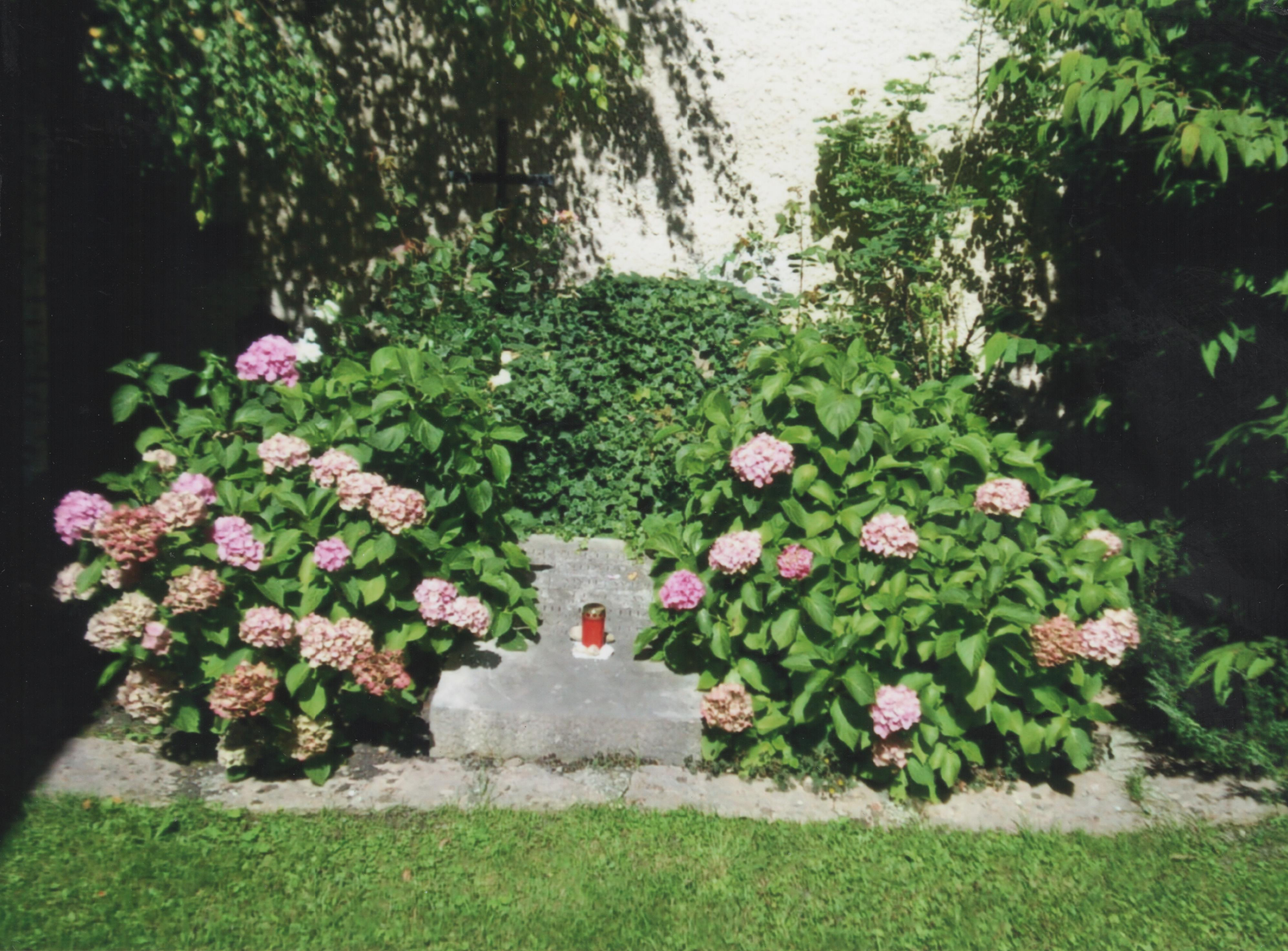
Grabstätte von Agnes Fink

Oft spielte Agnes Fink auch unter der Regie ihres Ehemannes Bernhard Wicki, so in Karpfs Karriere (1971), neben Klaus Maria Brandauer in dem international beachteten Film Das Spinnennetz und mit Helmut Qualtinger als dessen Ehefrau in Das falsche Gewicht (1971; nach Joseph Roth). 1968 traten Agnes Fink und Wicki für den Fernsehfilm Graf Öderland (nach Max Frisch) sogar gemeinsam vor die Kamera, ebenso waren sie in der Kommissar-Folge 66, Herr und Frau Brandes, als titelgebendes Ehepaar zu sehen. Die Ehe mit Bernhard Wicki blieb bis zu Agnes Finks Tod bestehen, obwohl Wicki in den letzten Jahren mit  Elisabeth Endriss zusammenlebte, die er 1977 kennengelernt hatte.
Agnes Fink starb am 28. Oktober 1994 nach langer, schwerer Krankheit in München an Wickis 75. Geburtstag. Ihr Grab befindet sich auf dem Friedhof in Pfarrwerfen.

## Filmografie (Auswahl)
- 1954: Gefangene der Liebe
- 1956: Die schmutzigen Hände
- 1957: Bernarda Albas Haus (Fernsehfilm nach Federico García Lorca)
- 1958: Majestät auf Abwegen
- 1959: Jons und Erdme
- 1960: Das kunstseidene Mädchen
- 1961: Unerwartet verschied...
- 1962: Das Mädchen und der Staatsanwalt
- 1964: Marie Octobre
- 1968: Graf Öderland
- 1970: Der Kommissar (Episode: Tödlicher Irrtum)
- 1971: Karpfs Karriere
- 1971: Napoleon und Joghurt
- 1971: Das falsche Gewicht
- 1973: Der Kommissar (Episode: Herr und Frau Brandes)
- 1976: Sternsteinhof
- 1978: Tatort – Lockruf
- 1978: Derrick (Episode: Kaffee mit Beate)
- 1979: Schwestern oder Die Balance des Glücks
- 1980: Tatort – Streifschuß
- 1982: Derrick (Episode: Ein unheimliches Erlebnis)
- 1983: Heller Wahn
- 1985: Die Frau mit den Karfunkelsteinen (Fernsehfilm)
- 1985: Glücklich geschieden...
- 1985: Der Alte (Folge 93: … tot ist tot)
- 1986: Der Alte (Folge 100: Zwei Leben)
- 1987: Der gläserne Himmel
- 1987: Der Alte (Folge 124: Kein gutes Ende)
- 1989: Das Spinnennetz
- 1989: Langusten
- 1990: Der Berg
- 1990: Ein Heim für Tiere (Fernsehserie, eine Folge)
- 1990: Marleneken

## Auszeichnungen
- 1957: Deutscher Kritikerpreis
- 1960: und 1961 Goldener Bildschirm (der TV-Zeitschrift TV-Hören und Sehen)
- 1975: Großes Bundesverdienstkreuz der Bundesrepublik Deutschland

In München ist der Agnes-Fink-Weg in Waldperlach nach ihr benannt.